# Edesön

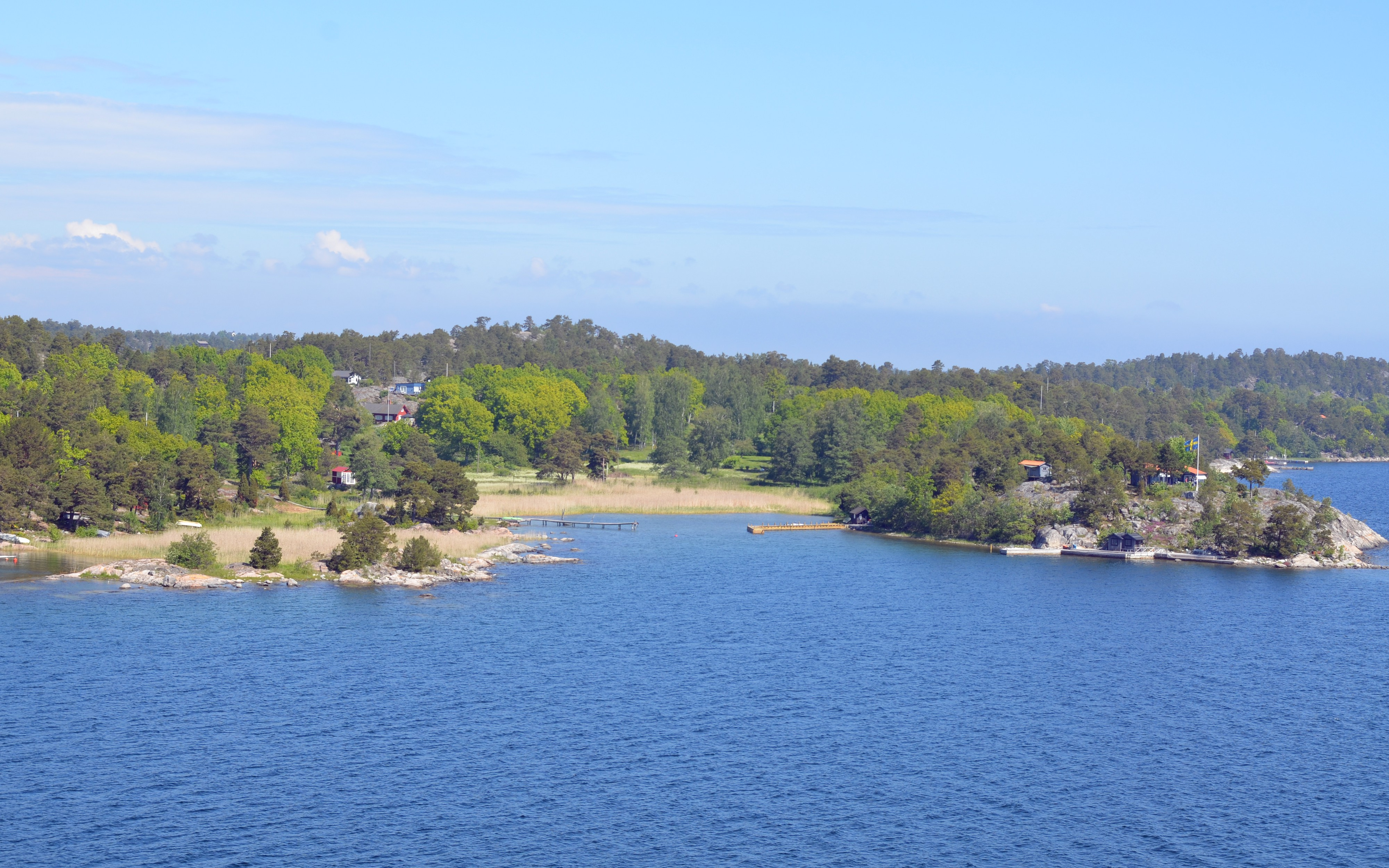
Södra viken erbjuder en skyddad hamn. I övrigt är öns stränder huvudsakligen branta och klippiga.

Edesön är en 2 km lång ö 1,5 sjömil nordost om Dalarö.

## Historia
Den förste kände nybyggaren på Edesön var Dalarös förste kronolots, Peder Nilsson, som fick ön i gåva av kung Karl IX den 20 maj 1610. Ön som i gåvobrevet kallades Gässön hette då Skråfön. Gåvan konfirmerades av drottning Kristina 26 mars 1652 till Nilssons svärson Peder Olofsson som tog sig tillnamnet ”Skråf” efter ön.
Den 23 juni 1625 bytte riksdrotsen Gabriel Oxenstierna till sig stora delar av Österhaninge socken av kronan, bland dem Winåkers by till vilken Edesön och Dalarö tillhörde.
Ön brändes under Rysshärjningarna sommaren 1719 och var 1729 fortfarande obebyggd.
1944 styckades ön upp av Blankaholms Sågverksaktiebolag som sålde av 56 tomter till hugade spekulanter. 

## Natur
Edesön består huvudsakligen av hällmarkstallskog, men ängsmark finns vid Österglo och Södra viken.
Norr om Edesön råder dyk- och ankringsförbud i ett 400×400 meter stort område runt Dalarövraket.